# Filialkirche Leiben

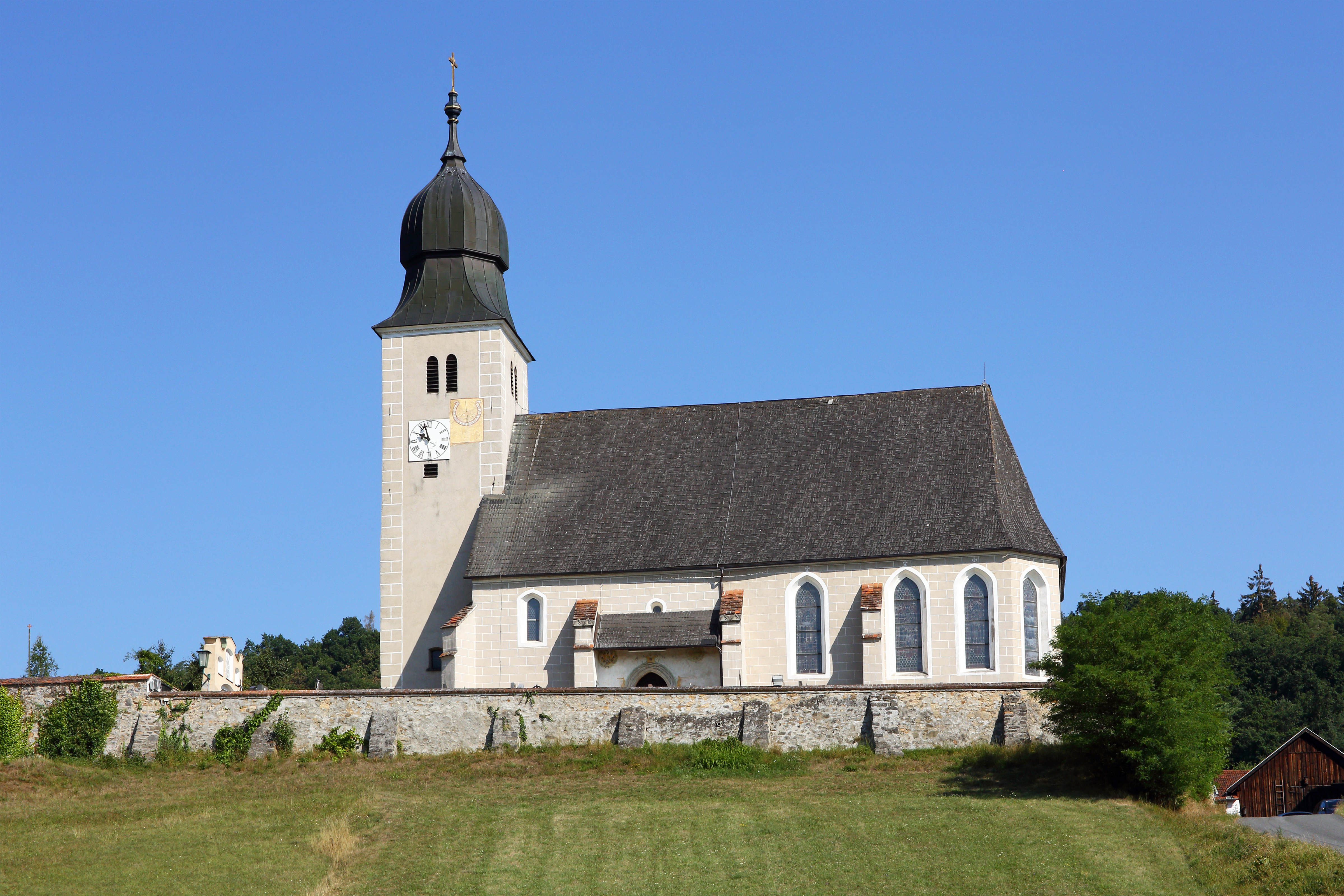
Katholische Filialkirche hl. Corona in Leiben an der Donau

Die Filialkirche Leiben steht weithin sichtbar auf einem Hügel nördlich des Ortes in der Marktgemeinde Leiben im Bezirk Melk in Niederösterreich. Die der heiligen Corona geweihte römisch-katholische Filialkirche der Pfarre Ebersdorf gehört zum Dekanat Maria Taferl in der Diözese St. Pölten. Die Kirche und der Friedhof stehen unter Denkmalschutz (Listeneintrag).

## Geschichte
Urkundlich erstmals 1506 genannt wurde die Kirche im Ende des 15. und frühen 16. Jahrhundert erbaut und unter Wolf Dietrich von Trauttmansdorff 1594 eingewölbt und mit einer Umgestaltung vollendet.

## Architektur
Die spätgotische Hallenkirche mit einem Doppelchor und einem vorgelagerten Westturm ist von einem Friedhof umgeben.
Kirchenäußeres
Das Langhaus und der Doppelchor zeigen sich mit einem umlaufenden Sockel unter einem im Osten abgewalmten gemeinsamen Satteldach. Am Langhaus gibt es Quadersgraffitomalerei aus dem Ende des 16. Jahrhunderts und abgetreppte Strebepfeiler an den westlichen Ecken übereckgestellt und Spitzbogenfenster und je ein spätgotisches Portal im Norden und Süden. Das spitzbogige Südportal hat eine mehrfach verstäbte flache Rahmung mit diamantierten Sockeln und umgeben von ornamentalen Resten von Fresken und seitlich in Ritzzeichnung Hellebarden, Messer, Beile, Werkzeuge sowie mehrere gekritzelte Inschriften mit Bartholomäus Nepart 1638 und MS 1631, oberhalb des Südportals sind zwei gemalte Wappen in Kranzmedaillons Trauttmansdorff links und Volckhra rechts. Das spitzbogige Nordportal ist vermauert und von kleinen segmentbogigen Fenstern flankiert, das Portal hat eine Rahmung aus Halbsäulen die in gekordelte Stäbe übergehen.
Der Doppelchorschluss hat Spitzbogenfenster, die beiden östlichen Fenster sind vermauert, die Winkelnische zwischen den polygonalen Schlüssen zeigt eine gemalte Sonnenuhr und ist mit einem abgestuften Bogen überspannt. Am südlichen Schluss gibt es einen auskragenden Luftabzug der vermauerten Gruft.
Der Westturm mit einer gemalte Ortsteinseinfassung hat im Untergeschoß Schlitzfenster und eine korbbogige Fenster- und Türöffnung im Süden sowie vermauerte Fenster, im Obergeschoß gibt es gekuppelte Rundbogenfenster und im Süden eine Turmuhr und Sonnenuhr, darüber trägt ein mit einem Zahnschnittfries scharf profiliertes Dachgesims einen Glockenhelm aus 1926.
Der Sakristeianbau im Norden des Langhauses hat zwei spätgotische vergitterte Fenster, das östliche spitzbogig, das nördliche rechteckig, aus dem Ende um 1500.
Kircheninneres
Die zweischiffige zweijochige Hallenkirche mit einem westlichen Emporenjoch geht in gleicher Breite in einen einjochigen Altarraum mit einem Zweiapsidenschluss über. Die Kreuzgratgewölbe auf polygonalen Pfeilern mit hohen profilierten Sockeln, der mittlere Sockel ist kreuzförmig betont, die Grate haben zarte Stuckleisten und im Gurt- und Scheidrippenbereich verdoppelte Stuckleisten, der Stuck nennt im dritten Joch an der Nordwand IHS 1591 und 1593 an der Westwand. Die Empore in der Breite beider Schiffe unter Einbeziehung des westlichen Pfeilers über zwei unterschiedlich breiten abgefasten Rundbogenarkaden ist mit einem Kreuzgewölbe mit Stuckrippen unterwölbt. Der Altarraum hat ein Netzgewölbe mit Putzrippen teils von Löwenkopfkonsolen anlaufend, die zwei Apsidenschlüsse sind durch eine breiten Wandpfeiler mit Durchgang voneinander getrennt. Im dritten Joch der Nordwand ist ein schulterbogiges Portal zum zweijochigen kreuzgratgewölbten Sakristeianbau.
Figurale Glasmalereien zeigen Geburt Christi 1940, hl. Hubert von Josef Raukamp um 1949/1950, Maria mit Rosenkranz um 1935, hl. Ignaz 1919, hl. Joseph 1919, hl. Antonius um 1935, hl. Katharina 1935, hl. Johannes Nepomuk 1920.

## Ausstattung
Es gibt drei Altäre mit Knorpelwerkornamentik um 1680. Der Hochaltar mit reichem Schnitzwerk zeigt das von korinthischen Säulen flankierte Hochaltarbild hl. Corona vom Maler Josef Pfeiffer 1818, und im Auszug das von Volutenbändern flankierte Bild Gottvater und Heiliger Geist.
Die Orgel baute Franz Capek 1929.
Es gibt bemerkenswerte Holzepitaphien und figurale Grabdenkmäler bzw. Gedenksteine aus dem 16. und 17. Jahrhundert.

## Friedhof
Der Friedhof hat gleichartige Torbauten im Osten und Westen und eine Umfriedungsmauer. Der östliche Torbau aus 1692 zeigt sich in einfacher Schauwand mit innen und außen schief angestellten Stützpfeilern mit einem geschwungenen Giebelabschluss als Rundbogentor mit drei Keilsteinen und an der Innenseite eine größere zwischen zwei kleineren flachen Segmentbogennischen. Es gibt ein Pseudosgraffiti vom Maler A. Dovalil um 1920/1925, am Osttor Auferstehung Christi bzw. Posaunenengel, am Westtor gekrönte Heilige und liegender Jäger.